# Emma Bonino
Emma Bonino (Bra (Piëmont), 9 maart 1948) is een Italiaans politica. Ze was tussen april 2013 en februari 2014 minister van Buitenlandse Zaken van Italië in het kabinet van Enrico Letta. Bonino wordt gezien als een van de belangrijkste figuren van het liberale radicalisme in de moderne geschiedenis van Italië.
Na twee decennia als vertegenwoordiger in de Kamer van Afgevaardigden en het Europees Parlement werd Bonino in januari 1995 benoemd tot Italiaanse vertegenwoordiger bij de Europese Commissie. Vervolgens was ze tussen 2006 en 2008 minister van Europese Zaken en Internationale Handel in de regering van Romano Prodi en tussen 2008 en 2013 vicevoorzitter van de Italiaanse Senaat. Naast deze werkzaamheden was Bonino lid van het uitvoerend comité van de International Crisis Group en was ze een belangrijke promotor van het Internationaal Strafhof. Bonino is tevens een activist voor de afschaffing van de doodstraf en is oprichtster van No Peace Without Justice, een organisatie die zich hard maakt voor de afschaffing van genitale verminking van vrouwen.
In 2011 was Bonino de enige Italiaanse vrouw op de lijst van 150 vrouwen die de wereld bewegen van het Amerikaanse tijdschrift Newsweek.

## Afkomst en opvoeding
Emma Bonino is de tweede dochter van Philip Bonino en Catterina Barge. Ze bracht haar jeugd door op een boerderij op het platteland van Bra, Piëmont. In 1954 verhuisde Bonino met haar familie naar de stad Bra. Haar vader was in Bra werkzaam als eigenaar van een houthandel en wist daarmee economische stabiliteit voor zijn gezin te creëren. In 1967 studeerde Bonino af aan een klassieke middelbare school en ging ze Letteren en Moderne Literatuur studeren aan de Bocconi-universiteit in Milaan. Ze studeerde in 1972 af op een scriptie over Malcolm X.

## Politiek

### 1975-1995: Kamer van Afgevaardigden en Europees Parlement
In 1975 besloot Bonino de Italiaanse politiek in te gaan. Een jaar later was ze een van de lijsttrekkers van de Italiaanse Radicale Partij en werd ze op achtentwintigjarige leeftijd gekozen in de Kamer van Afgevaardigden. Bonino vormde samen met Marco Pannella, Adele Faccio en Mauro Mellino de radicale fractie in de kamer. In 1978 moest president Giovanni Leone aftreden vanwege vermoedens over corruptie. Bonino was een van de meest standvastige politici gedurende deze periode. In 1998, tijdens de viering van Leone's negentigste verjaardag in de Senaat, wilde ze hem persoonlijk ontmoeten om hem een excuusbrief aan te bieden.
In 1979 werd Bonino gekozen voor het Europees Parlement. Het was de eerste keer dat het parlement door de burgers van de Europese Gemeenschap werd gekozen. In de jaren tachtig maakte Bonino zich hard voor de oprichting van een Internationaal Strafhof en participeerde ze in verschillende campagnes die de burgerrechten in Oost-Europa onder de aandacht brachten. In 1981 was Bonino een aanhanger van het beroep tegen dood door honger. Ze is een van de oprichters van de organisatie Food and Disarmament International, waarvan ze binnen enkele jaren secretaris werd.
In januari 1987 manifesteerde Bonino zich tegen de dictatuur van generaal Wojciech Jaruzelski. Ze werd opgepakt en verbannen uit Polen. Tussen 1993 en 1995 was Bonino secretaris van de Italiaanse Radicale Partij. In november 1990 werd ze gearresteerd in New York vanwege haar deelname aan een manifestatie tegen de vrije verkoop van spuiten. De manifestatie wilde aandacht vragen voor het grootschalige drugsprobleem in de stad. In 1993 overhandigde Bonino aan secretaris-generaal van de Verenigde Naties, Boutros Boutros-Ghali, een beroep waarin ze pleitte voor de oprichting van het Internationaal Strafhof voor het Voormalige Joegoslavië. In datzelfde jaar had Bonino een ontmoeting met de dalai lama. Tijdens haar ontmoeting bracht Bonino de mensenrechten in Tibet onder de aandacht en pleitte ze voor de bescherming van deze rechten. In 1994 was Bonino hoofd van de Italiaanse delegatie inzake de Algemene Vergadering van de Verenigde Naties met betrekking tot het initiatief tot afschaffing van de doodstraf.

### 1995-1999: Europees commissaris
In januari 1995 werd Bonino namens de regering van Silvio Berlusconi benoemd tot Italiaanse afgevaardigde bij de Europese Commissie. In de commissie van Jacques Santer kreeg Bonino de portefeuilles Gezondheid, Consumentenbescherming, Humanitaire Hulp, Ontwikkelingssamenwerking en Visserij. Op 26 januari, achtenveertig uur na haar inauguratie, vertrok ze naar Mostar en Sarajevo. Bonino liep te voet door de belegerde gebieden en wilde met haar actie de machteloosheid aan de kaak stellen. Ze bekritiseerde de onverschilligheid van de Verenigde Naties en in minder mate de Europese Unie in relatie tot het conflict. In februari 1995 werd een Spaanse vissersboot onderschept in Canadese wateren. De boot en bemanning werd gevangengenomen door de Canadese autoriteiten. Bonino beschuldigde Canada van een 'daad van internationale piraterij'.

#### 1996-1998: humanitaire missies

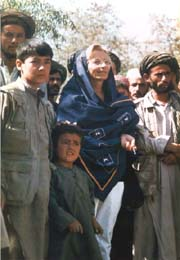
Bonino als Europees commissaris in Kabul, 1997

Gedurende haar periode als Europees Commissaris bevorderde ze als verantwoordelijke voor de ECHO diverse humanitaire missies. In 1996 reisde Bonino af naar de Grote Meren in Afrika, het gebied waar de Rwandese Genocide (1994) had plaatsgevonden. Ze eiste dat de Europese lidstaten hun verantwoordelijkheid namen voor de wederopbouw, maar zonder resultaat. In diezelfde periode bezocht Bonino Somalië. Het land kende geen stabiel politieke systeem en werd geleid door elkaar afwisselende krijgsheren. Gedurende haar bezoek aan het land werd het konvooi van Bonino aangevallen door de guerrilla-beweging Aidid. Na haar bezoek aan Somalië bracht Bonino niet veel later een bezoek aan Soedan. In Soedan probeerde ze via het diplomatieke verkeer een corridor te creëren tussen het noorden en zuiden.
In 1998 was Bonino verantwoordelijk voor humanitaire missies in Afghanistan en Koerdistan. In Koerdistan praatte ze over de opgelegde internationale sancties en in Afghanistan bekritiseerde ze het Taliban-regime. Bonino werd samen met haar collega's gearresteerd. Haar arrestatie leverde tot internationale kritiek. Hans Khristian Krüger noemde de actie 'schandelijk en ontoelaatbaar'. De Duitse minister van Buitenlandse Zaken Klaus Kinkel noemde de actie zelfs 'berucht'.
Naast haar diplomatieke werkzaamheden met betrekking tot Afghanistan en Koerdistan was Bonino ook actief in de conflicten in Guinee-Bissau, Kosovo en Sierra Leone. Ondanks tegenstand van de Verenigde Staten wist Bonino op een Internationale Conferentie in Rome genoeg handtekeningen te krijgen voor de oprichting van een permanent Internationaal Strafhof.

#### 1999: aftreden commissie
In 1999 werd Europees commissaris voor Onderwijs, Édith Cresson, beschuldigd van fraude en nepotisme. Cresson weigerde af te treden. Om een parlementair onderzoek te voorkomen en de eer aan zichzelf te houden, besloot de gehele Commissie-Santer op 15 maart 1999 haar ontslag in te dienen. Vanwege de onverwachte situatie werd er een interim-commissie onder leiding van Manuel Marín in het leven geroepen.

### 1999-2006: Europees Parlement
In 1999 deed Bonino mee aan de verkiezingen voor het Europees Parlement. Haar eigen radicale partij Lista Emma Bonino kreeg 8,5% van de stemmen en was daarmee de vierde partij van Italië. In juni 2000 presenteerde Bonino voor het parlement een resolutie voor de afschaffing van genitale verminking van vrouwen in een dertigtal landen in Afrika en het Midden-Oosten. Een jaar later deed ze mee aan de parlementsverkiezingen in Italië, maar zonder het gewenste resultaat. In december 2001 verhuisde ze naar Caïro, waar ze de Arabische cultuur en talen bestudeerde. In diezelfde periode lanceerde ze de campagne "STOP FGM" tegen vrouwenbesnijdenis.
In 2004 werd ze bij de parlementsverkiezingen herkozen voor het Europees Parlement. Haar fractie Lista Emma Bonino sloot zich aan bij de Fractie van de Alliantie van Liberalen en Democraten voor Europa (ALDE). In het parlement was Bonino aangesloten bij de parlementaire commissies voor Buitenlandse Zaken en Begroting. Daarnaast was ze aangesloten bij de subcommissie Mensenrechten. Bonino was eveneens vicevoorzitter van de delegatie voor betrekkingen met de landen van de Mashreq.

### 2006-2014: minister en senator
In 2006 werd de partij Rosa nel Pugno opgericht. De partij was een samenvoeging van de Italiaanse Radicale Partij en de Socialisti Democratici Italiani. De nieuwe partij kreeg een teleurstellende 2,8% van de stemmen, maar mocht desondanks 18 parlementsleden leveren. Op 27 april 2006 nam ze ontslag bij het Europees Parlement en keerde ze terug naar de Kamer van Afgevaardigden. In de dagen voor de lancering van het nieuwe kabinet van Romano Prodi werd Bonino genoemd als Minister van Defensie. Bonino werd echter op 17 mei 2006 benoemd tot Minister van Europese Zaken en Internationale Handel. Het was voor het eerst dat een radicale politica een ministersfunctie kreeg.
Op 6 mei 2008 werd Bonino namens haar kiesdistrict Piëmont benoemd tot senator. In de senaat werd ze gekozen als vicevoorzitter. Bonino verliet de senaat op 28 april 2013 vanwege haar benoeming tot Minister van Buitenlandse Zaken in het nieuwe kabinet van Enrico Letta. In februari 2014 werd ze vervangen door Federica Mogherini.
Na haar ministerschap keerde Bonino terug naar de senaat. In december 2020 kwam ze nog eens in het nieuws toen ze haar Légion d'Honneur terugstuurde naar president Macron, nadat deze de Egyptische president Sisi in de orde had opgenomen. Met een aantal andere Italiaanse politici liet ze weten, niet in het gezelschap van Sisi te willen verkeren.
 Martin Bangemann ·  Ritt Bjerregaard ·  Emma Bonino ·  Leon Brittan ·  Hans van den Broek ·  Édith Cresson ·  João de Deus Pinheiro ·  Franz Fischler ·  Pádraig Flynn ·  Anita Gradin ·  Neil Kinnock ·  Erkki Liikanen ·  Manuel Marín ·  Karel Van Miert ·  Mario Monti ·  Marcelino Oreja ·  Christos Papoutsis ·  Jacques Santer ·  Yves Thibault de Silguy ·  Monika Wulf-Mathies